# Maka (satrapia)

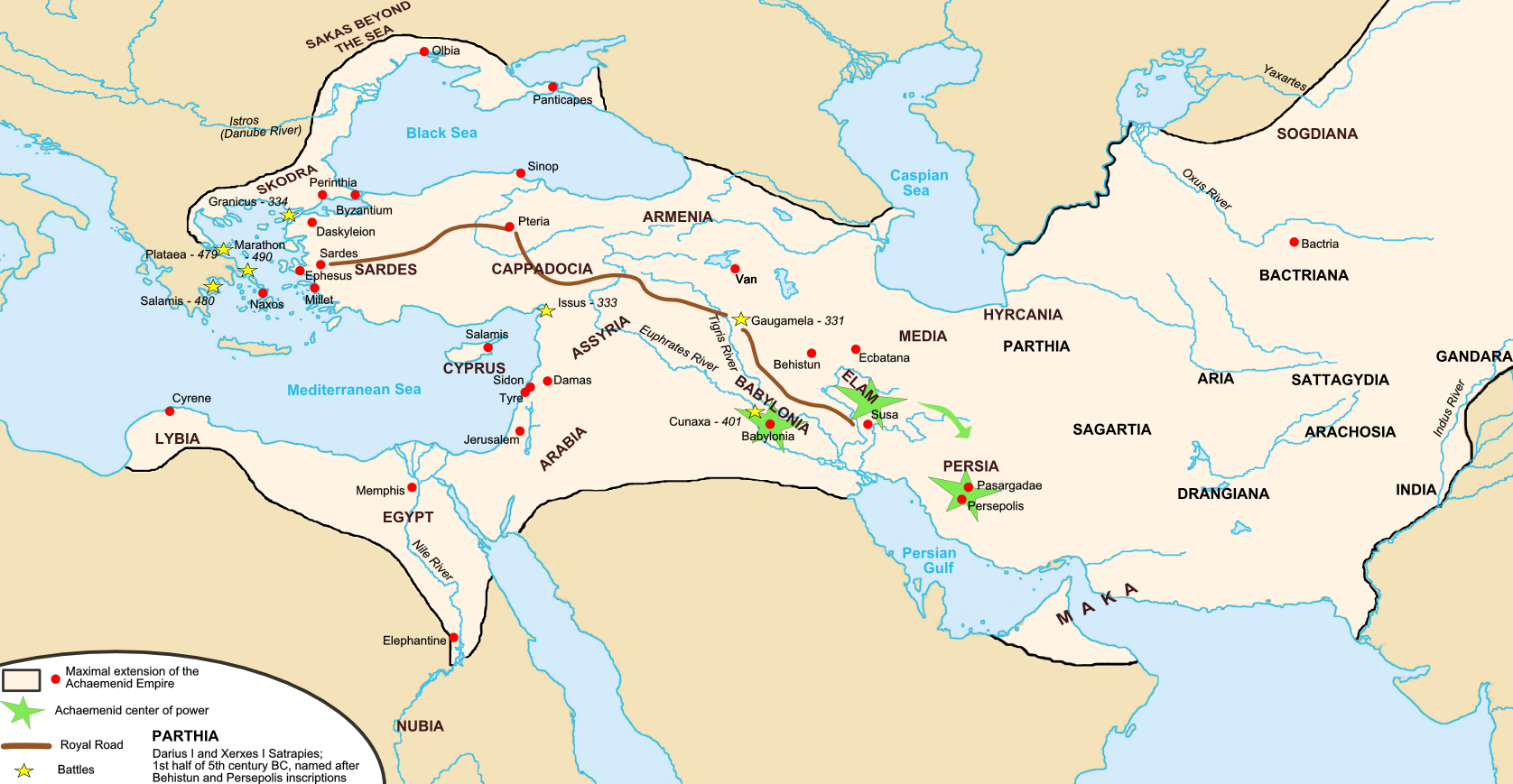
Impero achemenide

Maka (anche conosciuta come Mazun) fu una satrapia dell'impero achemenide e, in seguito, dell'impero sasanide. L'identificazione è incerta: corrisponderebbe alla costa meridionale del Golfo Persico e in particolare agli odierni Oman e Emirati Arabi Uniti, o, secondo un'altra interpretazione, alla costa del Makran, tra gli odierni Iran e Pakistan.

## Storia
Maka entrò a far parte dell'Impero a partire dal 520 a.C., tuttavia, è possibile che sia stata conquistata anni prima da Ciro il Grande, di cui si sa che effettuò delle campagne militari nell'altra parte del Golfo persico. Continuò a essere una Satrapia persiana fino alla conquista macedone della Persia; a quel punto divenne indipendente.
Secondo Erodoto, i "Mykiani" appartenevano allo stesso distretto fiscale dei Drangiani, Tamanaeani, Utiani, Sagartiani e di "quelli deportati nel Golfo Persico". Venne in seguito riconquistata dai Persiani Sasanidi.